# رافاييل توليدو
رافاييل توليدو (24 يناير 1980 في البرازيل - ) هو مدرب كرة قدم ولاعب كرة قدم برازيلي في مركز الدفاع. لعب مع أتلتيكو باراناينسي وجمعية بورتوغيزا الرياضية وغريميو بورتو أليغرينزي ونادي برازيليا ونادي ريو برانكو ونادي غواراني ونادي كريسيوما ونادي اتلتيكو سوروكابا وأتلتيكو يوفنتوس.

## وصلات خارجية
- رافاييل توليدو على موقع قاعدة بيانات كرة القدم.إي يو (الإنجليزية)